# 120 čínských mučedníků
120 čínských mučedníků je skupina čínských katolických věřících a zahraničních misionářů, zabitých v různých obdobích protikatolického pronásledování v Číně. Katolická církev je uctívá jako svaté mučedníky.

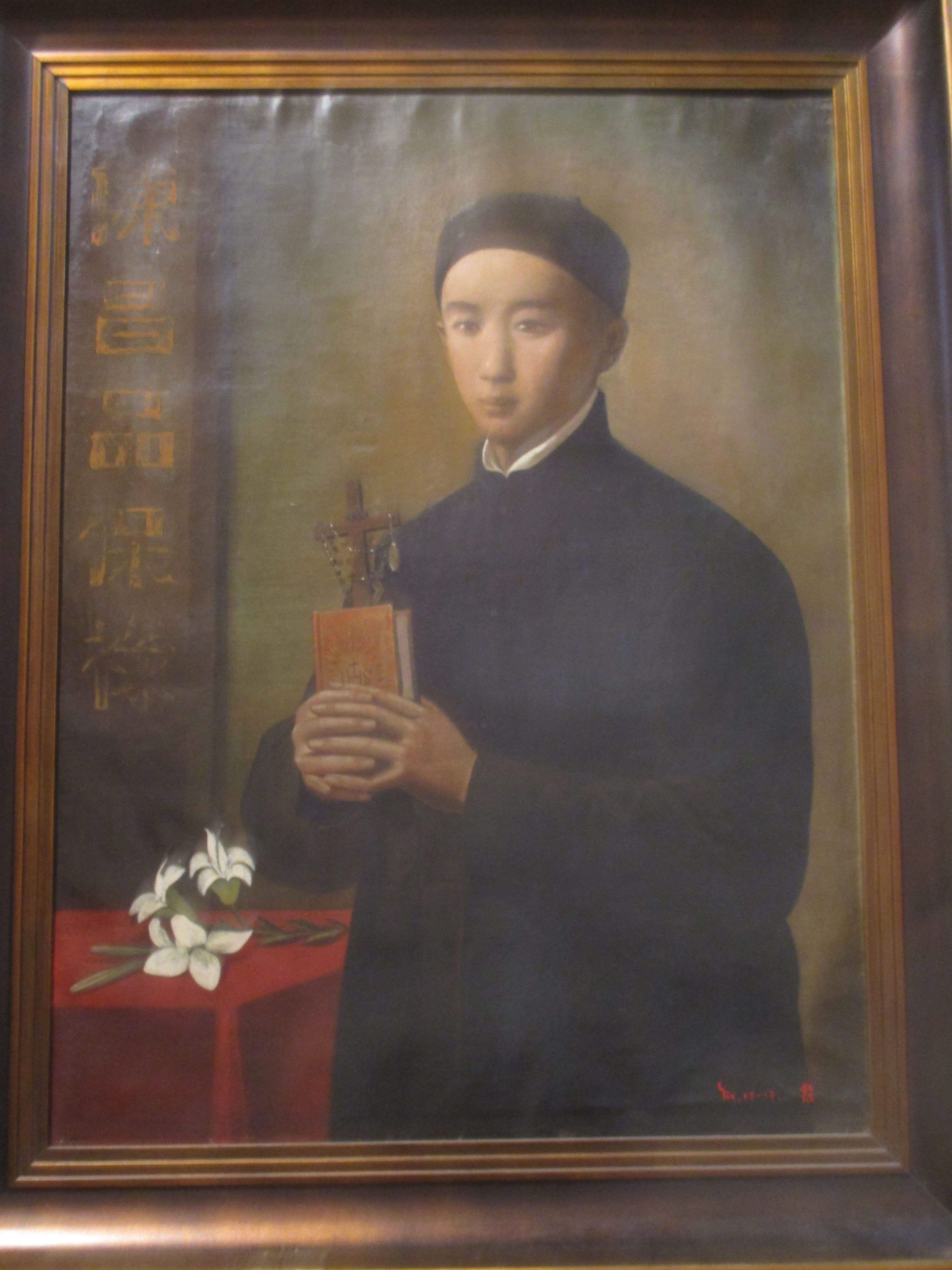
Sv. Pavel Chen Changpin

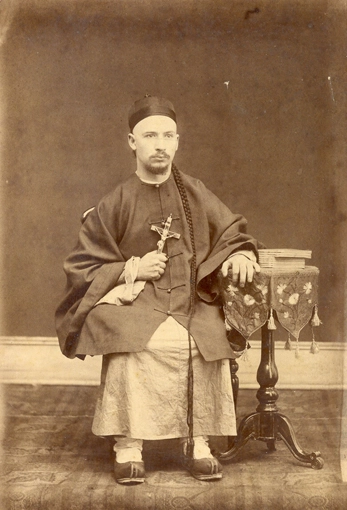
Sv. Alberico Crescitelli

## Kontext
Křesťanské misie byly v Číně přítomny již od 6. století, převážně však byly nestoriánské. Ve 13. století došlo k vzrůstu křesťanství zde vlivem františkánských misií, a později misijním působením dalších řeholních řádů. Čínským prvomučedníkem byl dominikán Francesco de Capillas, který byl umučen v roce 1648. V roce 1736, po smrti císaře Kchang-sie, byl v Číně přijat zákon zakazující praktikování křesťanství a křesťanských kázání, a v následujícím desetiletí bylo zabito pět španělských dominikánských misionářů. K dalšímu pronásledování křesťanů došlo během povstání boxerů na přelomu 19. a 20. století. Během tohoto povstání zemřelo asi 30 tisíc křesťanských konvertitů a zahraničních misionářů. Poslední mučedníci ze skupiny, salesiáni Luigi Versiglia a Callistus Caravario, byli zabiti roku 1930.
Svatořečená skupina se skládá z 84 laiků, 24 kněží, 9 laických řeholníků a 5 biskupů. Ze 120 mučedníků bylo 85 Číňanů, 13 Francouzů, 12 Italů, 6 Španělů, 1 Belgičanka a 1 Nizozemka. Z mučedníků je 82 mužů a 38 žen.

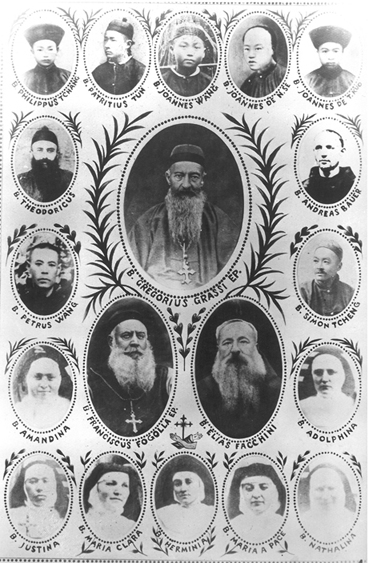
Františkánští mučedníci ze Šan-si

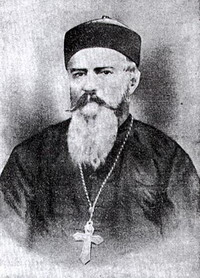
Sv. Antonino Fantosati

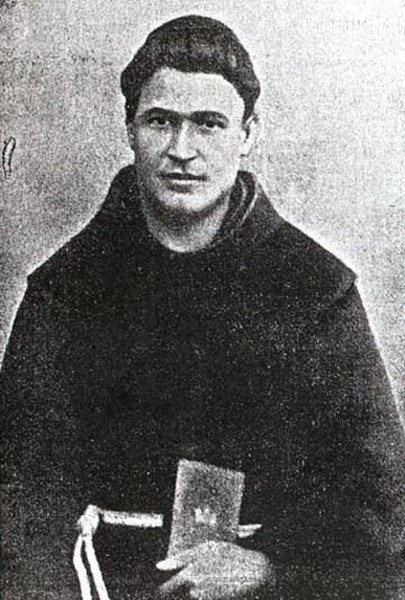
Sv. Giuseppe Maria Gambaro

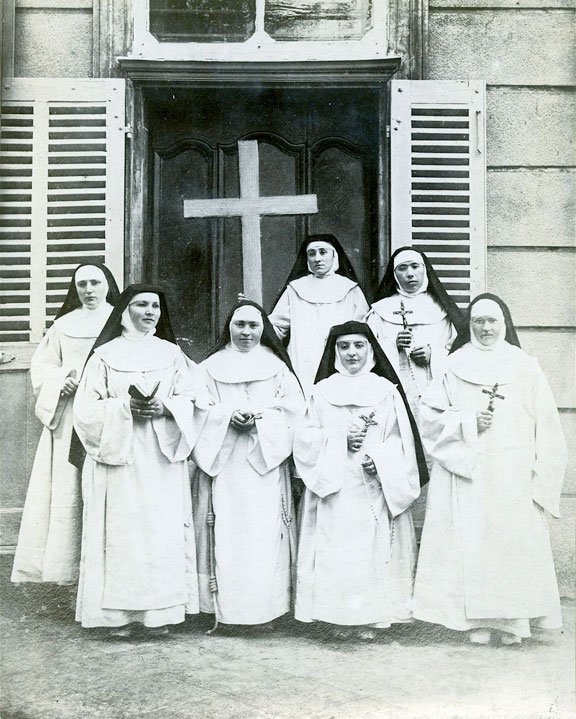
Sedm mučednic z kongregace Františkánských misijních sester Marie

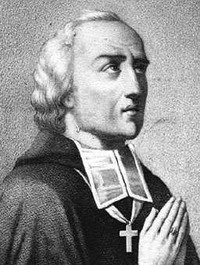
Sv. Gabriel-Taurin Dufresse

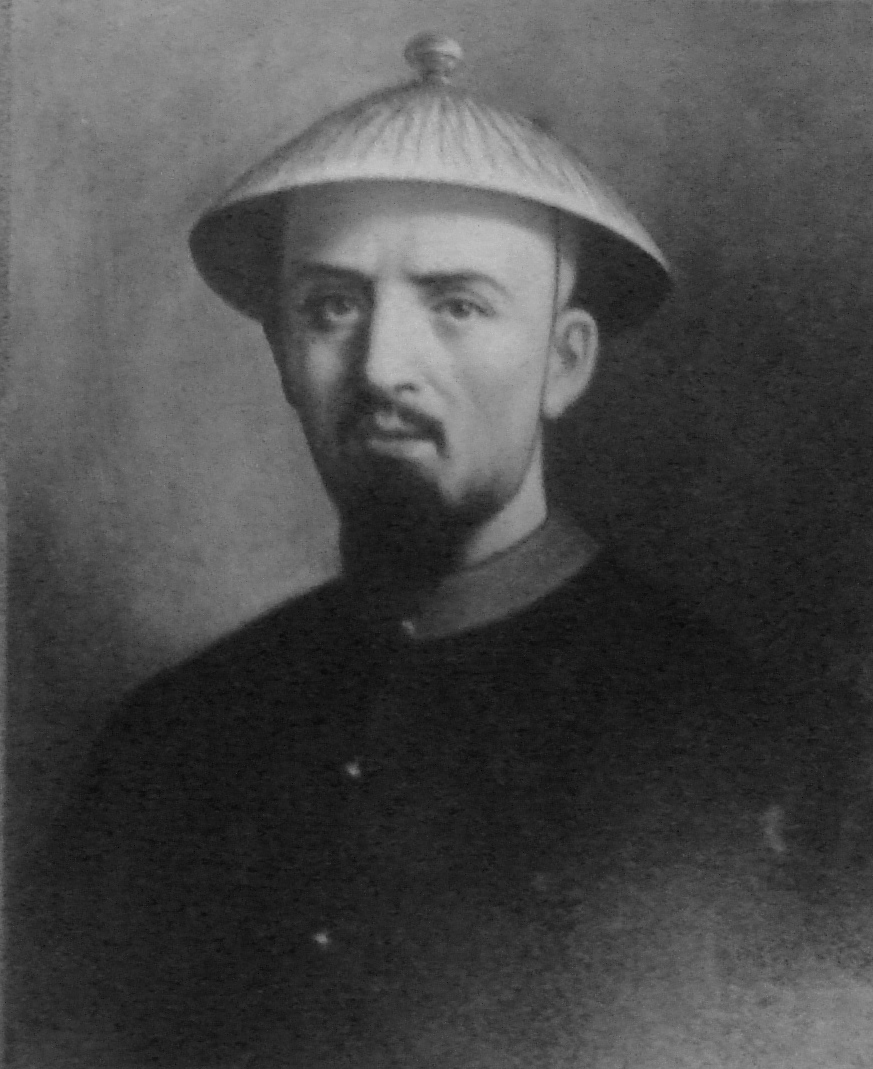
Sv. Jean-Pierre Néel

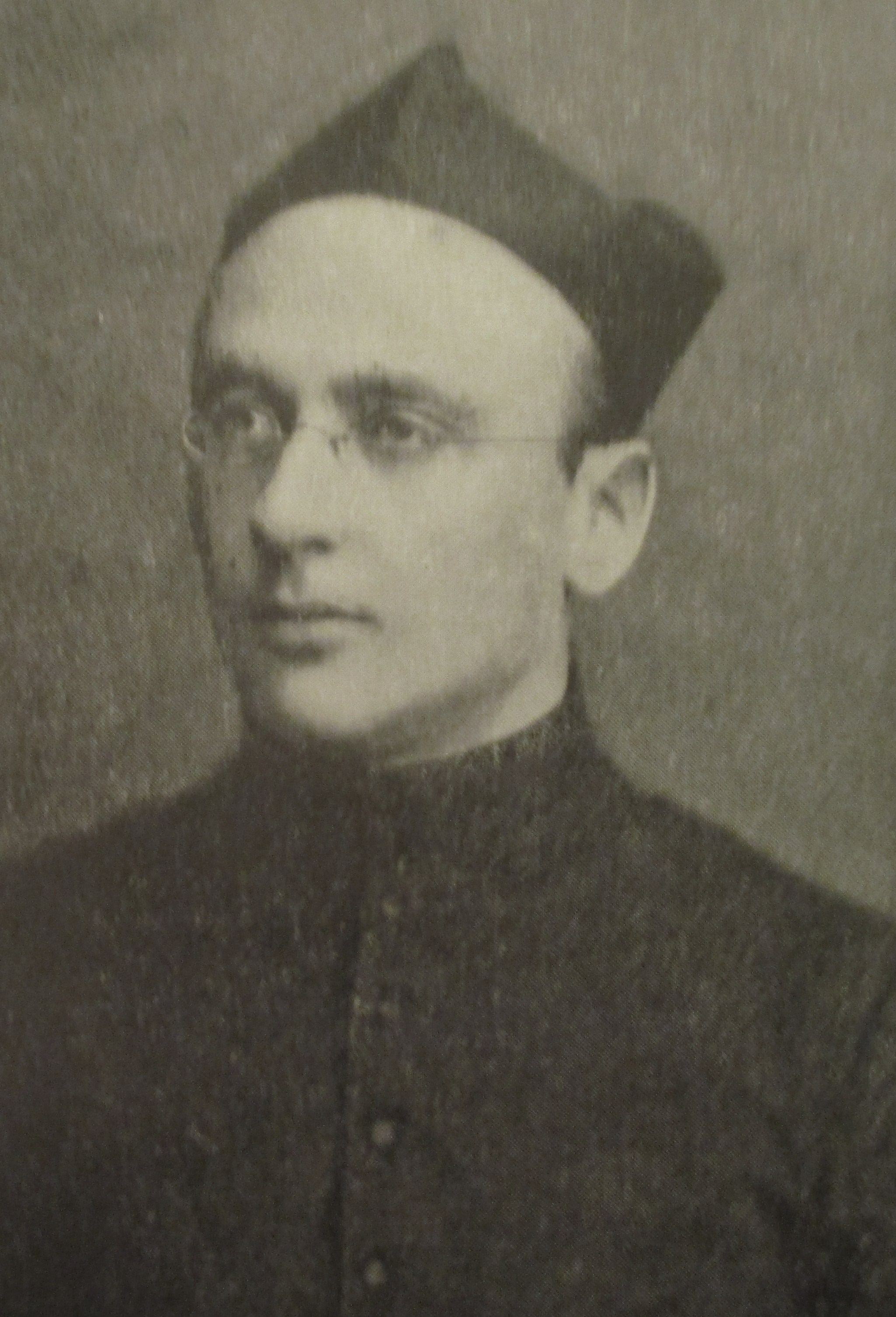
Sv. Léon-Ignace Mangin

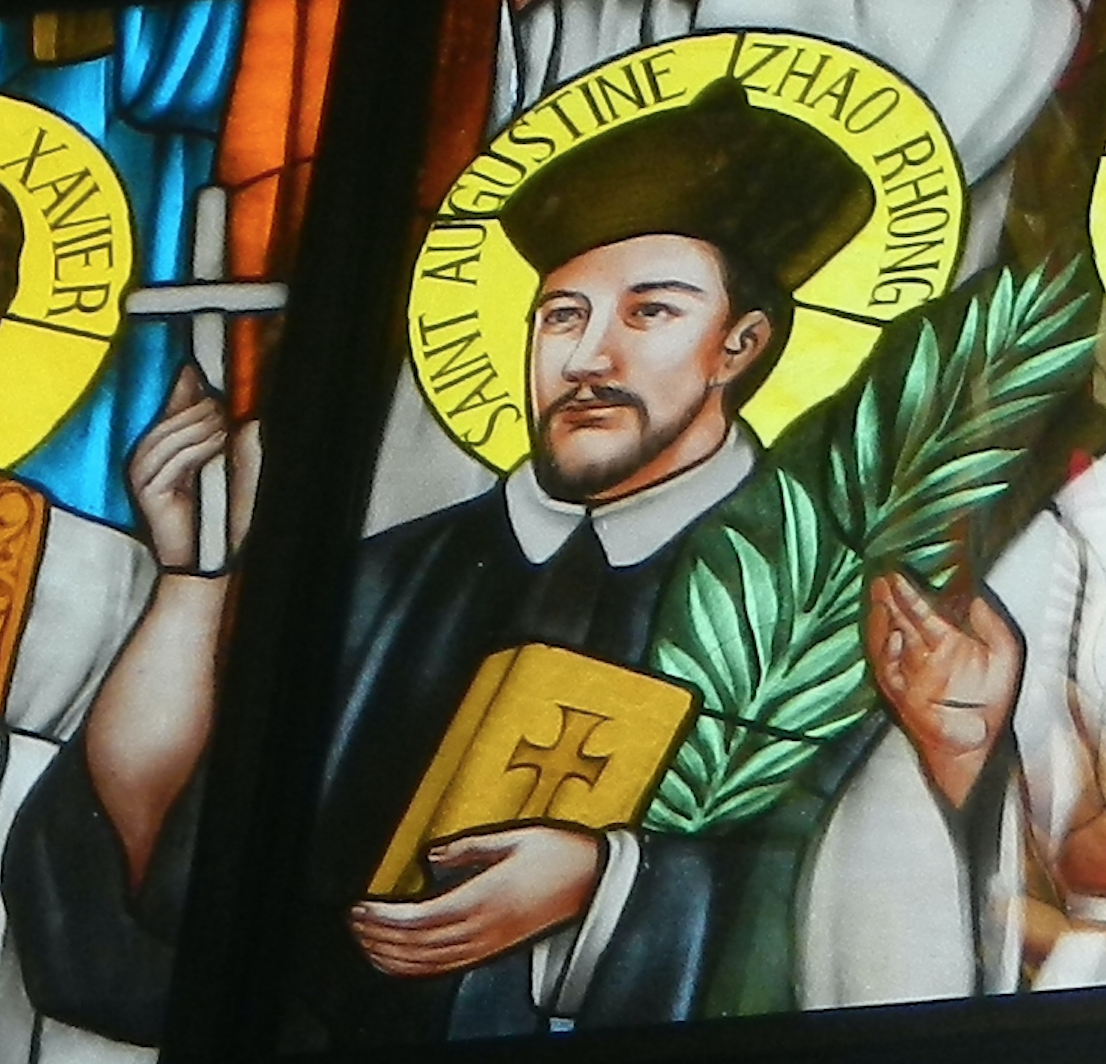
Sv. Augustin Zhao Rong

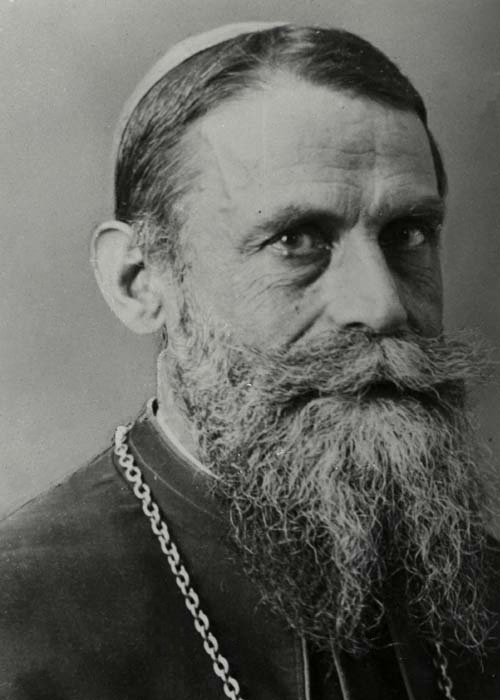
Sv. Luigi Versiglia

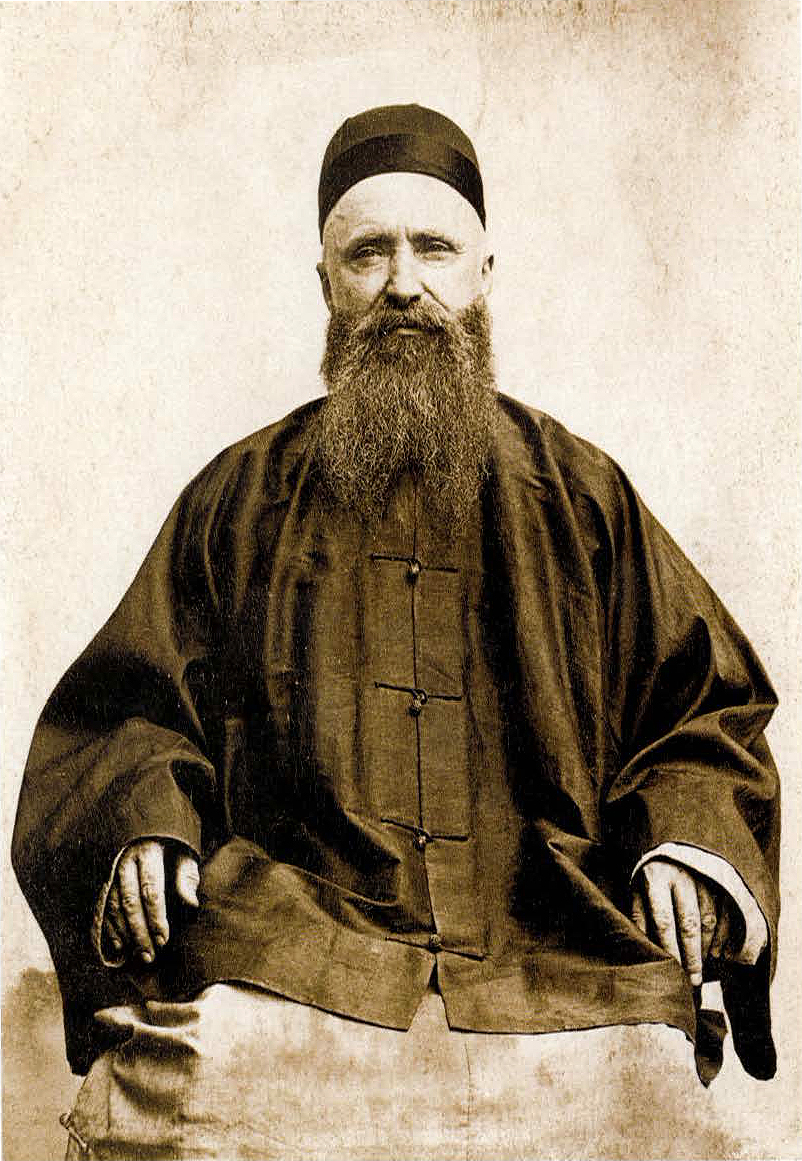
Sv. Paul Denn

## Seznam mučedníků
Zde je uveden seznam čínských mučedníků, kteří byli roku 2000 svatořečeni:

### Zahraniční misionáři
Dominikáni
- sv. Francesco de Capillas
- sv. Francisco Díaz
- sv. Francisco Serrano Frías
- sv. Juan Alcober
- sv. Joaquin Royo Pérez
- sv. Pere Sans i Jordá

Františkáni
- sv. Andreas Bauer
- sv. Antonino Fantosati
- sv. Cesidio da Fossa
- sv. Elia Facchini
- sv. Francesco Fogolla
- sv. Gregorio Maria Grassi
- sv. Giovanni da Triora
- sv. Giuseppe Maria Gambaro
- sv. Theodorich Balat

Společnost zahraničních misí v Paříži
- sv. Auguste Chapdelaine
- sv. Gabriel-Taurin Dufresse
- sv. Jean-Pierre Néel

Jezuité
- sv. Léon-Ignace Mangin
- sv. Modeste Andlauer
- sv. Paul Denn
- sv. Rémy Isoré

Salesiáni
- sv. Callistus Caravario
- sv. Luigi Versiglia

Z jiných řeholních institutů
- sv. Alberico Crescitelli
- sv. François-Régis Clet

Františkánské misijní sestry Marie
- sv. Marie-Hermine de Jésus
- sv. Marianna Giuliani
- sv. Maria Clara Nanetti
- sv. Marie de Sainte-Nathalie Guerguin
- sv. Marie de Saint-Just
- sv. Marie Adolphine
- sv. Marie-Pauline Jeuris

### Číňané
Kněží
- sv. Augustin Zhao Rong
- sv. Josef Yuan Zaide
- sv. Pavel Liu Hanzuo
- sv. Tadeáš Liu Ruiting

Seminaristé
- sv. Filip Zhang Zhihe
- sv. Jan Wang Rui
- sv. Jan Zhang Huan
- sv. Jan Zhang Jingguang
- sv. Josef Zhang Wenlan
- sv. Patrik Dong Bodi
- sv. Pavel Chen Changpin

Laičtí katecheté
- sv. Agáta Lin Zhao
- sv. Jeroným Lu Tingmei
- sv. Jan Chen Xianheng
- sv. Jan Zhang Tianshen
- sv. Jáchym Hao Kaizhi
- sv. Josef Zhang Dapeng
- sv. Lucie Yi Zhenmei
- sv. Martin Wu Xuesheng
- sv. Petr Liu Wenyuan
- sv. Petr Wu Gousheng
- sv. Šimon Qin Chunfu
- sv. Vavřinec Wang Bing

Ostatní laici
- sv. Anna An Jiao
- sv. Anna An Xin
- sv. Anna Wango
- sv. Anežka Cao Guiying
- sv. Barbora Cui Lian
- sv. Chi Zhuzi
- sv. Alžběta Qin Bian
- sv. František Zhang Rong
- sv. Jakub Yan Guodong
- sv. Jakub Zhao Quanxin
- sv. Jan Křtitel Luo Tingyin
- sv. Jan Křtitel Wu Mantanga
- sv. Jan Křtitel Zhao Mingxi
- sv. Jan Křtitel Zhu Wurui
- sv. Jan Wang Kuixin
- sv. Jan Wu Wenyin
- sv. Josef Ma Taishun
- sv. Josef Wang Kuiju
- sv. Josef Wang Yumei
- sv. Josef Yuan Gengyin
- sv. Lang Yang
- sv. Lucie Wang Cheng
- sv. Lucie Wang Wang
- sv. Magdalena Du Fengju
- sv. Maria An Guo
- sv. Maria An Linghua
- sv. Maria Du Tian
- sv. Maria Du Zhao
- sv. Maria Fan Kun
- sv. Maria Fu Guilin
- sv. Maria Guo Li
- sv. Maria Qi Yu
- sv. Maria Wang Li
- sv. Maria Zhao
- sv. Maria Zhao Guo
- sv. Maria Zheng Xu
- sv. Maria Zhu Wu
- sv. Marek Ji Tianxiang
- sv. Marta Wang Luo Mande
- sv. Matěj Feng De
- sv. Ondřej Wang Ťien-čching
- sv. Pavel Ge Tingzhu
- sv. Pavel Lang Fu
- sv. Pavel Liu Jinde
- sv. Pavel Wu Anju
- sv. Pavel Wu Wanshu
- sv. Petr Li Quanhui
- sv. Petr Liu Ziyu
- sv. Petr Wang Erman
- sv. Petr Wang Zuolong
- sv. Petr Wu Anbang
- sv. Petr Zhang Banniu
- sv. Petr Zhao Mingzhen
- sv. Petr Zhu Rixin
- sv. Rajmund Li Quanzhen
- sv. Rosa Chen Aijie
- sv. Rosa Fan Hui
- sv. Rosa Zhao
- sv. Šimon Chen Ximan
- sv. Šimon Qin Chunfu
- sv. Terezie Chen Jinjie
- sv. Terezie Zhang He
- sv. Tomáš Shen Jihe
- sv. Vavřinec Bai Xiaoman
- sv. Zhang Huailu[1][8]

## Úcta
Beatifikační procesy čínských mučedníků probíhaly v několika skupinách, které pak byly samostatně blahořečeny:
- 14. května 1893 papežem Lvem XIII. – 5 osob (Pere Sans i Jordá, Francisco Serrano Frías, Juan Alcober, Joaquin Royo Pérez, Francisco Díaz) – dekret o mučednictví byl podepsán tímtéž papežem 6. ledna 1893[9]
- 27. května 1900 papežem Lvem XIII. – 11 osob (Auguste Chapdelaine a společníci) – dekret o mučednictví byl podepsán tímtéž papežem 2. července 1899[9]
- 27. května 1900 papežem Lvem XIII. – 1 osoba (Giovanni da Triora) – dekret o mučednictví byl podepsán tímtéž papežem 25. března 1900[9]
- 27. května 1900 papežem Lvem XIII. – 1 osoba (François-Régis Clet) – dekret o mučednictví byl podepsán tímtéž papežem 25. února 1900[9]
- 2. května 1909 papežem sv. Piem X. – 14 osob (Francesco de Capillas, Jean-Pierre Néel a společníci) – dekret o mučednictví byl podepsán tímtéž papežem 2. srpna 1908[9][10]
- 24. listopadu 1946 papežem Piem XII. – 29 osob (Gregorio Maria Grassi a 28 společníků) – dekret o mučednictví byl podepsán tímtéž papežem 3. ledna 1943[11]
- 18. února 1951 papežem Piem XII. – 1 osoba (Alberic Crescitelli) – dekret o mučednictví byl podepsán tímtéž papežem 5. března 1950[11]
- 17. dubna 1955 papežem Piem XII. – 56 osob (Léon-Ignace Mangin a 55 společníků) – dekret o mučednictví byl podepsán tímtéž papežem 22. února 1955[11][12]
- 15. května 1983 papežem sv. Janem Pavlem II. – 2 osoby (Luigi Versiglia a Callistus Caravario) – dekret o mučednictví byl podepsán tímtéž papežem 13. listopadu 1976[13]

Dne 11. ledna 2000 došlo ke sjednocení těchto procesů. 120 mučedníků pak bylo dne 11. října 2000 na Svatopetrském náměstí papežem sv. Janem Pavlem II. svatořečeno.
Jejich památka je připomínána 9. července.